# Бисерна река
Бисерна река (кин: 珠江) или река Џуђјан је трећа најдужа река у Кини, након реке Јангце и Жуте реке (Хоангхо) и има дужину од око 2400 km. По пловности, налази се на другом месту после Јангцеа.
Бисерна река је широк речни систем у јужној Кини. Назив „Бисерна река“ се такође често користи свеобухватно за сливове река Си („Запад“), Беј („Север“) и Донг („Исток“) река Гуангдонга. Све ове реке се сматрају притокама Бисерне реке, јер деле заједничку делту, Делту Бисерне реке. Мерено од најудаљенијих крајева реке Си, систем Бисерне реке дуг 2.400 km-long (1.500 mi) је трећа по дужини река у Кини, после реке Јангце и Жуте реке, и друга по протоку, после Јангцеа. Басен Бисерне реке (珠江流域) површине 453.700 km2 (175.200 sq mi) дренира већи део Љанггуанга (провинције Гуангдунг и Гуангси), као и делове Јунана, Гуејџоуа, Хунана и Ђангсија у Кини; такође одводи северне делове вијетнамских североисточних провинција Као Банг и Ланг Шон.
Осим што се односи на систем у целини, назив Бисерне реке (Џу Ђанг) се примењује на одређену грану унутар система. Ова Бисерна река је најшири рукавац у делти, иако је приметно кражи. Воде које се спајају источно од Беј Ђанга прво се помињу као Бисерна река северно од Гуангџоуа. Бисерна река је позната као река која протиче кроз Гуангџоу. Ушће Бисерне реке, Бока Тигрис, редовно се откопава како би било отворено за океанска пловила. Ушће Бисерне реке формира велики залив на југоистоку делте, ушће Бисерне реке, Бока Тигрис раздваја Шизијанг на северу, Лингдингјанг на југу и Ђуџоујанг на југу врх ушћа окружен архипелагом Ваншан. Овај залив одваја Макао и Џухај од Хонгконга и Шенжена.
Бисерна река је тако названа због шкољки бисерне боје које леже на дну реке у делу који протиче кроз град Гуангџоу. Бројни брендови су названи по реци, попут пиваре Џуђанг (Гуангџоу) која је једна од три највеће домаће пиваре у Кини и Моста Бисерне реке (Гуангџоу) као популарног произвођача хране. Далековод од 500 kV, суспендован је на три највиша стуба на свету, Пилони прелаза Бисерне реке, који прелазе реку близу њеног ушћа.

## Географија реке
Река се налази на југу земље. Извире у покрајини Јунан и тече кроз покрајине Гуејџоу, Гуангси и Гуандунг, до Јужног кинеског мора. На ушћу у Јужно кинеско море река формира широку делту јужно од Гуангџоуа. На обалама које се протежу ка ушћу налази се Хонгконг и Макао. На улазу у ушће је планински архипелаг Ваншан.

## Притоке
Главне притоке Бисерне реке су: Сијанг (Западна река), Дунгјанг (Источна река) и Бејијанг (Северна река). Међутим, многи геолози се слажу да Бисерна река настаје тек спајањем река Сијанг (Западна река) и Бејијанг (Северна река), а 70 km од града Гуангџоуа им се придружује и Дунгјанг (Источна река), након тог тече према свом ушћу у Јужно кинеско море, где формира велику делту површине 7500 km².

## Насеља на реци
Бисерна река је име добила по малом Бисерном острву, који се састоји само од песка и представља рукавац ове реке према своме ушћу. Острво се пре налазило усред реке, али променама у току реке, сада је уз саму обале. У близини овог острва, преко реке је изграђен висећи мост, дужине 3618 m. А недалеко од острва у делти се налази један од највећих градова у Кини Гуангџоу. Остали већи градови на острвима делте су Фошан и Џунгшан. Најзначајнији градови у самом ушћу, су Макао, Хонгконг, те Шенџен и Џухај.
Рукавац који тече кроз Гуангџоу (некадашњи Кантон) некад је био широк преко 2 km, па су га звали Бисерно море. Временом се сузио, тако да је данас широк само 180 м. Данас се уз његове обале протеже слободна предузетничка зона и једна од најбрже растућих привредних региона Кине.

## Уређивање реке и пловност
Бисерна река је пловна великим делом свога корита. Реком плове многи рибарски чамци, бродови, али и сплавови на којима се узгајају бисери. Речно ушће Бисерне реке се редовно чистити и за пролаз прекоокеанских бродова.
Ипак, без обзира на пловност и чишћење, река је један од најзагађенијих водотокова у свету.

## Галерија слика
- Поглед преко реке Си („Западна река“) од Џаоћинга до Гаојаоа
- Мост бисерне реке Хумен[14] Он је део аутопута Г9411 Донггуан–Фошан,[15][16][17][18] гледано из тврђаве Џенјуан
- Острва Џухај и Ђуџоу, гледано са острва Јели на ушћу Бисерне реке
- Бисерна река и Кантонска кула